# Touchdown (sång)
"Touchdown" är den femte singeln från den österrikiska musikgruppen Trackshittaz. Den släpptes den 14 juni 2011 som den första singeln från deras tredje album Traktorgängstapartyrap. Låten är skriven av gruppmedlemmarna Lukas Plöchl och Manuel Hoffelner själva. Låten låg 2 veckor på den österrikiska singellistan där den nådde plats 48 som bäst.
Låten släpptes i samband med Världsmästerskapet i amerikansk fotboll som hölls i Österrike år 2011.

## Listplaceringar
| Lista (2011) | Topplacering |
| ------------ | ------------ |
| Österrike    | 48           |